# Kto śpiewa – nie grzeszy
Kto śpiewa – nie grzeszy (chorw. Tko pjeva zlo ne misli) – jugosłowiański komediowy musical filmowy z 1970 roku w reżyserii Krešo Golika. Adaptacja noweli Vjekoslava Majera. W 1999 roku w ankiecie chorwackich krytyków filmowych obraz ten, przepełniony zarówno nostalgią, jak i ironią, uznany został za najwybitniejszy chorwacki film XX wieku.

## Fabuła
Akcja rozgrywa się w 1935 roku w środowisku zamożnej zagrzebskiej burżuazji. Historię poznajemy z perspektywy sześcioletniego Pericy Šafranka, obserwującego świat otaczających go dorosłych. Jego atrakcyjna i zaniedbywana przez dużo starszego męża matka w czasie rodzinnego pikniku pod miastem flirtuje z panem Fulirem, zagrzebskim dandysem. Ojciec chłopca początkowo nie dostrzega tego, co się dzieje i zaprasza nawet Fulira, którego chce zeswatać ze swoją zamożną szwagierką, do swojej miejskiej rezydencji. Komedia pomyłek zaczyna się rozkręcać.

## Obsada
- Mirjana Bohanec jako Аna Šafranek
- Franjo Majetić jako Franjo Šafranek
- Relja Bašić jako pan Fulir
- Mia Oremović jako ciocia Mina
- Tomislav Žganec jako Perica Šafranek
- Vida Jerman jako panna Marijana
- Lena Politeo jako sąsiadka Beta
- Vanja Timer jako sąsiadka Bajs
- Dragan Rajaković jako sąsiad Misko
- Milan Micić jako sąsiad Karlek, kominiarz
- Rikard Brzeska jako Znidaršić
- Marijan Radmilović jako klient panny Marijany
- Viki Glovacki jako śpiewaczka ze skrzypcami
- Drago Bahun jako śpiewak z gitarą
- Roman Butina jako członek trio z harmonijką
- Mihajlo Smoljanović jako członek trio
- Karlo Šipek jako członek trio
- Nikola Gec jako kolekcjoner starych butelek

## Produkcja
Zdjęcia kręcono w Zagrzebiu i Samoborze.